# Trentepohlia percelestis
Trentepohlia percelestis är en tvåvingeart som beskrevs av Alexander 1958. Trentepohlia percelestis ingår i släktet Trentepohlia och familjen småharkrankar.
Artens utbredningsområde är Madagaskar. Inga underarter finns listade i Catalogue of Life.